# Главный министр провинции Багмати
Главный министр провинции Багмати является главой исполнительной власти провинции Багмати. В соответствии с Конституция Непала губернатор де-юре является главой государства, но де-факто исполнительная власть принадлежит главному министру. После выборов в провинциальное собрание провинции Багмати губернатор штата обычно приглашает партию (или коалицию), получившую большинство мест, сформировать правительство. Губернатор назначает главного министра, чей совет министров несет коллективную ответственность перед собранием. Учитывая доверие собрания, срок полномочий главного министра составляет пять лет и не имеет ограничений по срокам.